# كارلوس شافاريا
كارلوس ألبرتو شافاريا رودريغيز (بالإسبانية: Carlos Chavarría)‏ من مواليد 2 مايو 1994 هو لاعب كرة قدم من نيكاراغوا يلعب حاليًا مع النادي الإفريقي في الرابطة التونسية المحترفة الأولى. مثل شافاريا نيكاراغوا دوليًا، سواء في العشرينات من العمر، أو في المنتخب الأول.

## المسيرة
تمت ترقية شافاريا إلى فريق رفيع المستوى من ريال إيستيلي في عام 2013. وحتى الآن، فاز في دوري نيكاراغوا لكرة القدم في الموسمين مع النادي. كما لعب في دوري أبطال الكونكاكاف. في 2020 إنتقل إلى النادي الإفريقي.

## المسيرة الدولية
ظهر شافاريا لأول مرة مع نيكاراغوا في عام 2013 عندما تم استدعائه لكل من منتخب تحت 20 سنة وفرق المستوى الأعلى. ظهر لأول مرة مع منتخب بلاده خلال بطولة كوبا سنتروأمريكانا 2013 ضد غواتيمالا بالتعادل 1-1. سجل هدفه الأول للفريق الأول خلال التصفيات المؤهلة لكأس العالم 2018 عندما سجل شافاريا الهدف الوحيد في مباراة الذهاب التي فازت على سورينام.

### الأهداف الدولية
أهداف وسجلات نيكاراغوا تأتي أولا.
| #   | التاريخ        | الملعب                                    | الخصم    | الهدف | النتيجة | المنافسة                           |
| --- | -------------- | ----------------------------------------- | -------- | ----- | ------- | ---------------------------------- |
| 1.  | 7 يونيو 2015   | ملعب نيكاراغوا الوطني، ماناغوا، نيكاراغوا | سورينام  | 1–0   | 1–0     | تصفيات كأس العالم 2018             |
| 2.  | 16 يونيو 2015  | ملعب أندريه كامبرفين، باراماريبو، سورينام | سورينام  | 3–1   | 3–1     | تصفيات كأس العالم 2018             |
| 3.  | 5 سبتمبر 2015  | ملعب حديقة الاستقلال، كينغستون، جامايكا   | جامايكا  | 2–0   | 3–2     | تصفيات كأس العالم 2018             |
| 4.  | 24 مارس 2017   | ملعب سيلفيو كاتور، بورت أو برنس، هايتي    | هايتي    | 1–3   | 1–3     | تصفيات كأس الكونكاكاف الذهبية 2017 |
| 5.  | 7 يونيو 2017   | ملعب مقاطعة دي ياكويبا، ياكويبا، بوليفيا  | بوليفيا  | 2–0   | 2–3     | مباراة ودية                        |
| 6.  | 12 يوليو 2017  | ملعب ريموند جيمس، تامبا، الولايات المتحدة | بنما     | 1–0   | 1–2     | كأس الكونكاكاف الذهبية 2017        |
| 7.  | 22 مارس 2018   | ملعب نيكاراغوا الوطني، ماناغوا، نيكاراغوا | كوبا     | 1–1   | 3–1     | مباراة ودية                        |
| 8.  | 11 أكتوبر 2019 | ملعب نيكاراغوا الوطني، ماناغوا، نيكاراغوا | دومينيكا | 1–0   | 3–1     | دوري أمم الكونكاكاف 2019–20        |
| 9.  | 11 أكتوبر 2019 | ملعب نيكاراغوا الوطني، ماناغوا، نيكاراغوا | دومينيكا | 2–0   | 3–1     | دوري أمم الكونكاكاف 2019–20        |
| 10. | 14 أكتوبر 2019 | ملعب ويندسور بارك، روسو، دومينيكا         | دومينيكا | 3–1   | 3–1     | دوري أمم الكونكاكاف 2019–20        |

## الألقاب

### ريال إيستيلي
- دوري نيكاراغوا لكرة القدم: 2012–13، 2013–14، 2015–16، 2016–17،